# Село санатория «Павлищев Бор»
Санатория «Павлищев Бор» — село в Юхновском районе Калужской области России. Входит в состав сельского поселения «Деревня Порослицы».

## География
Село находится в центральной части Калужской области, в зоне хвойно-широколиственных лесов, в пределах Угорской низины, на расстоянии примерно 34 километров (по прямой) к юго-востоку от города Юхнова, административного центра района.

### Климат
Климат характеризуется как умеренно континентальный, с тёплым летом и умеренно морозной снежной зимой. Среднегодовая многолетняя температура воздуха составляет 4 — 4,6 °С. Средняя температура воздуха самого тёплого месяца (июля) — 14 — 21,7 °C (абсолютный максимум — 38 °C); самого холодного (января) — −9,5 — −7,3 °C (абсолютный минимум — −46 °C). Безморозный период длится в среднем 149 дней. Среднегодовое количество атмосферных осадков составляет 654 мм, из которых 441 мм выпадает в период с апреля по октябрь. Снежный покров держится в течение 130—145 дней.

### Часовой пояс
Село санатория «Павлищев Бор», как и вся Калужская область, находится в часовой зоне МСК (московское время). Смещение применяемого времени относительно UTC составляет +3:00.

## Население
| 2002 | 2010 |
| ---- | ---- |
| 160  | ↘133 |

### Национальный состав
Согласно результатам переписи 2002 года, в национальной структуре населения русские составляли 99 %.

## Инфраструктура
В деревне 1 улица - Сосновая.

## Достопримечательности
Недалеко от села находится усадьба Степановское-Павлищево.